# Luttum
Luttum ist ein 1222 Einwohner zählendes, niedersächsisches Dorf im Landkreis Verden. Es gehört zur Gemeinde Kirchlinteln und befindet sich im Kleinbahnwinkel.

## Geografie
Geprägt ist das Dorf durch die Nähe zur Kreisstadt Verden (Aller). Innerhalb der Gemeinde Kirchlinteln übernimmt Luttum neben dem Kernort Kirchlinteln eine Zentrumsfunktion für den Südteil der Gemeinde. Ebenfalls zu Luttum gehört der südlich der Landstraße Verden-Walsrode gelegene Ortsteil Bessern.

## Geschichte

### Erste Erwähnung
Erste bekannte urkundliche Erwähnung von Luttum ist eine Urkundenabschrift im Verdener Kopiar. Die originale Urkunde stammt aus dem Jahre 1274 und benennt Luttum damals als „Lutten“. In der Urkunde wird die Überlassung des halben Zehnten im Dorf „Lutten“ von dem Grafen Helmold von Schwerin an die Verdener Kirche beschrieben, um den Gottesdienst „zu vermehren“.

### Moderne
Bis zur Gebietsreform, die am 1. Juli 1972 in Kraft trat, war Luttum eine selbstständige Gemeinde. Heute gehört sie zusammen mit 16 weiteren Ortschaften zur Gemeinde Kirchlinteln.

## Politik
Ortsvorsteher ist Claus-Hermann Hoops (CDU).

## Kultur und Sehenswürdigkeiten

### Vereine
- Freiwillige Feuerwehr, gegründet am 19. Januar 1965
- Schützenverein, gegründet am 29. März 1914
- Heimatverein, gegründet am 29. Mai 1985
- TSV Lohberg von 1975 e.V.
- TSV Luttum

### Regelmäßige Veranstaltungen
- Seit Generationen versammelt sich die Dorfjugend am Karfreitag in der Dorfmitte zum Schlagballspielen.
- Das Schützenfest des Schützenvereins Luttum wird jährlich an Himmelfahrt und am direkt folgenden Freitag durchgeführt.
- Ein Pfingstbrauch, der sich bis auf den heutigen Tag erhalten hat, ist das Aufstellen von frischgeschlagenen Birken (Maibäumen) an den Haustüren der Wohnhäuser.
- Das Erntefest, früher auch Erntebier genannt, ist eines der ältesten Dorfgemeinschaftsfeste in Luttum.

## Verkehr
Luttum liegt an der Bahnstrecke Verden (Aller)–Walsrode Nord.